# احمد تیجان
احمد تیجان (انگلیسی: Ahmed Tijan؛ زادهٔ ۲۸ آوریل ۱۹۹۵) بازیکن والیبال ساحلی اهل قطر است.